# Cable apantallat

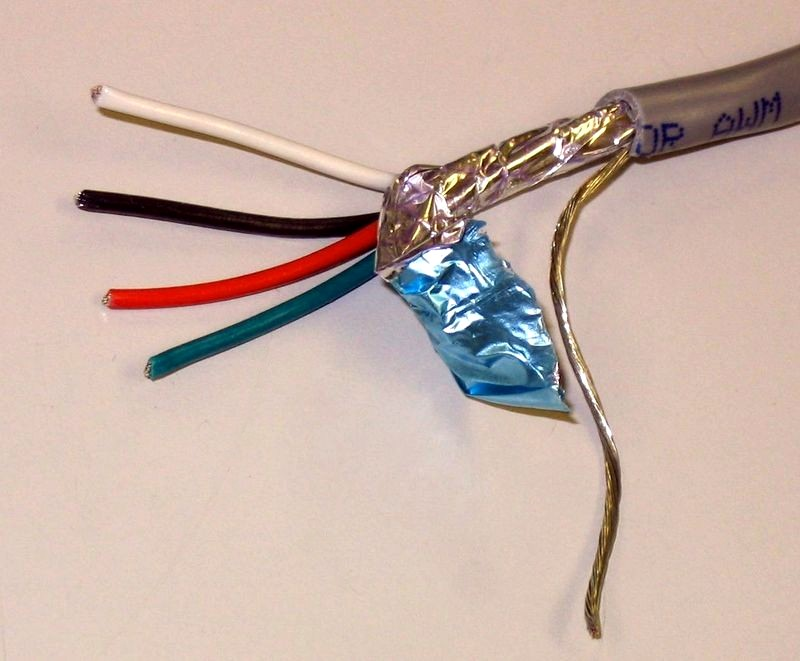
Cable apantallat de 4 conductors amb pantalla metàl·lica i cable de drenatge.

Un cable apantallat o cable blindat és un cable elèctric d'un o més conductors aïllats recobert per una capa conductora comuna. Aquesta capa actua de gàbia de Faraday per evitar l'acoblament de sorolls i altres interferències, tant de l'entorn cap al cable, com del cable a l'entorn.

## Característiques
La pantalla no ha de ser única, i un cable pot contenir en el seu interior diversos conductors apantallats, per evitar diafonia entre ells.
Els cables de connexió dels micròfons en equips d'àudio són cables apantallats que eviten que els sorolls (elèctrics) ambientals s'acoblin a l'entrada de l'amplificador. Perquè la pantalla sigui efectiva s'ha de connectar a massa només en un extrem del cable, per evitar que per ella circuli corrent que podria acoblar-se als fils de senyal, produint un efecte contraproduent. Aquesta és una altra diferència amb el coaxial, en el qual sí ha de connectar-se.

## Cable coaxial

Cable coaxial

No s'ha de confondre el cable apantallat amb el cable coaxial, ja que aquest últim és una línia de transmissió caracteritzada per la seva impedància característica, constant de propagació, etc., mentre que el cable apantallat no ho és. Com s'ha dit abans l'altra diferència entre el cable apantallat i el coaxial, és que en aquest sí s'han de connectar a massa ambdós extrems del cable.

## Cable antiparasitari
Els cables antiparasitaris dels automòbils també ho són, però, en aquest cas, a part de l'apantallat -que no porten tots els cables-, la base sol ser una resistència de carbó (normalment l'ànima del mateix cable, és d'un fil de carbó en lloc de coure), que és capaç d'amortir la radiació produïda pels impulsos d'alta tensió del secundari de la bobina d'encesa.